# 庫皮奇沃利亞
50°10′6″N 24°10′43″E / 50.16833°N 24.17861°E
庫皮奇沃利亞（烏克蘭語：Купичволя），是烏克蘭西部的村莊，隸屬利維夫州的舍普季茨基區。該村始建於1610年，面積27.23平方公里，2001年人口847，人口密度每平方公里31.11人。